# Кабеса де Вака (фильм)
«Кабеса де Вака» (исп. Cabeza de Vaca) — исторический фильм, поставленный режиссёром Николасом Эчеваррией по мотивам мемуаров испанского конкистадора Альвара Нуньеса Кабесы де Вака «Кораблекрушения». Премьера состоялась в 1991 году на Берлинском кинофестивале.

## Сюжет
Первая половина XVI века. Альвар Нуньес Кабеса де Вака — испанский конкистадор, альгвасил и главный казначей экспедиции Панфило де Нарваэса отправляется в Новый Свет в поисках золота и рабов. Целью завоевателей становится ещё неизученная Флорида. После долгих странствий, страдая от голода, болезней и атак индейцев, горстка выживших испанцев на двух плотах оказывается у неизвестных берегов.
Панфило де Нарваэс бросает соотечественников на смерть и уплывает. Альвар и его спутники причаливают к берегу. В джунглях на конкистадоров нападают индейцы и почти всех убивают. Альвара продают в рабство карлику-шаману, который зарабатывает на жизнь тем, что наводит порчу на важных касиков и жрецов, а затем за вознаграждение исцеляет их.
Спустя годы Альвар сам становится шаманом и получает свободу. Он отправляется в путешествие по пустынным землям, в пути исцеляя индейцев. Встретив выживших членов экспедиции Нарваэса, Альвар решает двигаться на запад к морю. В одном из городов, с помощью магических камней, он воскрешает мёртвую девушку. После этого слава о «великом целителе» разносится по материку и индейцы начинают считать его посланником солнца.
Путешествие по прериям и горам Америки длится два года. Дорога смирения и добродетели приводит бывшего завоевателя на территорию Новой Галисии, где испанцы строят самую большую церковь в Новом Свете. В лагере капитана Алькара́са Альвар сталкивается с жестокостью и непониманием соотечественников. Он видит клетки, в которых сидят индейцы, просит поработителей обрести веру в добро и отпустить узников. В ответ Алькара́с приказывает его арестовать. Тем же вечером спутники Альвара с удовольствием присоединяются к другим конкистадорам и сочиняют небылицы о золотых городах, которые якобы видели во время странствий.
Трагической кульминацией картины становится находка в повозке с трупами тела индейского юноши, которого Альвар когда-то вылечил и спас от смерти. Развязка фильма — демонстрация ложной святости испанской конкисты, за которой стоят разбой и разорение. Десятки рабов-индейцев несут огромный серебряный крест навстречу восходящему солнцу под монотонную дробь барабанщика.

## В ролях
| Актёр                | Роль                         |
| -------------------- | ---------------------------- |
| Хуан Диего           | Альвар Нуньес Кабеса де Вака |
| Даниэль Хименес Качо | Андреас Дорантес             |
| Карлос Кастанон      | Алонсо дель Кастильо         |
| Хирардо Вильярреаль  | Эстебанико                   |
| Оскар Йольди         | Эрнандо де Эскивель          |
| Бо Мэлансон          | Панфило де Нарваэс           |

## Награды и номинации
- 1991 — номинация на премию «Золотой медведь» за лучший иностранный фильм (Николас Эчеваррия[англ.])